# Hawker Typhoon
Hawker Typhoon je bilo britansko lovsko letalo druge svetovne vojne. Letalo je bilo zasnovano okoli obetavnega motorja Napier Sabre. Letalo je predstavnik podjetja Hawker, Sydney Camm, ponudil Kraljevemu vojnemu letalstvu Združenega kraljestva že leta 1937, prvi prototip pa so začeli v podjetju testirati že leta 1939 pod imenom Tornado. Z dodatnimi izboljšavami je kasneje nastal Typhoon (tajfun).

## Uspehi letala
Letalo je bilo dokaj muhasto in je nerado vžigalo v mrzlem vremenu. Vzrok je bil v konstrukciji 24-valjnega H-motorja, ki ni imel klasičnih ventilov. Vlogo teh so nadomestile posebne "srajčke", ki so bile nameščene med steno valjev in bati. Nikoli niso zadovoljivo rešili problema mazanja: ne valjev, ne srajčk z obeh strani, ne batov. Pozimi so morali te motorje stalno ogrevati, tako da so motorji sploh vžgali, in še potem so močno "kadili", podobno kot dvotaktni motorji. Poleg tega so bile z motorjem še druge težave (imel je 48 svečk, ki so se rade "zapacale"), ki so se kazale tudi v slabih zmogljivostih tega lovca v višjih zračnih plasteh (nad 6.000 m). Tudi velika skupna masa letala je bila slabost pri zračnih dvobojih, kar je sicer delno nadomestila velika ognjena moč lovca. Vse te težave so prisilile Britance, da so letalu namenili drugo vlogo, ki jo je to letalo odlično odigralo do konca vojne - vloga lovca bombnika / jurišnika in letala za neposredno podporo enotam na tleh. Debelo krilo je zagotavljalo precejšen vzgon in tudi nosilnost, "brada" hladilnika pod motorjem pa je bila šibka točka za nemški protiletalski "flak". Izredno dobro se je obnesel v napadih na vlake, cestne transporte itn. Izvedenka z 8 raketami s kumulativnim polnjenjem pod krili (glej sliko desno) je bila izjemno uspešna proti nemškim tankom in celo manjšim ladjam in podmornicam na gladini. V letu 1943 so na letalo namestili tudi kapljičast pokrov kabine, kar je še precej izboljšalo pilotov pregled. Kot lovca ga je nadomestil uspešnejši Tempest.

## Izvedenke
- Typhoon Mk. IA - oborožitev: 12 7,7 mm mitraljezov
- Typhoon Mk. IB »Tiffy« - oborožitev: štirje 20 mm topovi Hispano, neprebojno steklo namesto oklepne plošče za pilotom